# 萨姆·泰勒-约翰逊
萨曼莎·露易丝·泰勒-约翰逊 OBE（Samantha Louise Taylor-Johnson，娘家姓Taylor-Wood；1967年3月4日—） 是一位英国电影制片人、导演，英国青年艺术家之一，曾导演《約翰連儂：不羈前傳》、《格雷的五十道陰影》等作品。

## 生平
她出生於英國倫敦克羅伊登，其父名叫大衛，其母名叫傑拉爾丁（Geraldine）。她的雙親在她九歲時分居，後來離婚，她同做瑜伽老師和占星師的母親一起在斯特里漢姆生活。她曾就讀燈塔社區學院（Beacon Community College）和倫敦大學金匠學院。
1990年代早期，她開始踏足美術攝影。2008年執導《約翰連儂：不羈前傳》，因此成名。